# Zenon Jachymek
Zenon Józef Jachymek ps. „Sławek”, „Waldemar”, „Wallenrod”, „Wiktor”, „Zygmunt Nowosad” (ur. 9 grudnia 1912 w Komarowie, zm. 6 marca 1986 we Wrocławiu) – kapitan piechoty Wojska Polskiego.

## Życiorys
Uczęszczał do gimnazjum w Tomaszowie Lubelskim, gdzie w 1933 otrzymał świadectwo dojrzałości. W latach 1933–1935 studiował weterynarię we Lwowie. W latach 1935–1936 odbył jednoroczną służbę wojskową, w trakcie której ukończył Dywizyjny Kurs Podchorążych Rezerwy Piechoty 3 Dywizji Piechoty Legionów zorganizowany przy III batalionie 9 pułku piechoty Legionów w Tomaszowie Lubelskim. Następnie w okresie 1936–1938 kontynuował studia.
Latem 1939 został zmobilizowany do WP i wcielony do 9 pp Leg., w którego szeregach odbył kampanię wrześniową 1939. Początkowo dowódca plutonu, potem 9 kompanii III baonu, walczył pod Iłżą i Starachowicami, a potem na Lubelszczyźnie. Po zakończeniu kampanii wrześniowej 1939 uniknął niewoli i powrócił do rodzinnej wsi.
Podczas okupacji niemieckiej już od jesieni 1939 rozpoczął działalność konspiracyjną. Był współorganizatorem zrębów SZP/ZWZ na terenie Komarowa. Początkowo zastępca dowódcy, potem dowódca placówki ZWZ Komarów. Na przełomie 1940/1941 został mianowany dowódcą oddziałów szturmowych i dywersji bojowej w obwodzie tomaszowskim ZWZ. Dowodził w wielu akcjach i walkach z Niemcami i UPA. W grudniu 1942 jako jeden z pierwszych uderzył na zasiedlone przez kolonistów niemieckich osadę Komarów, wieś Komarów i Wolicę Śniatycką. W marcu 1943 mianowany został komendantem Rejonu VII w Obwodzie AK Tomaszów Lub., a 11 listopada tego roku awansowany na porucznika rezerwy piechoty. Wiosną 1944 był pomysłodawcą i dowódcą tzw. odcinków przeciwukraińskich, które skoncentrowały zasadnicze siły obwodu w celu walki z oddziałami UPA. 10 marca 1944 dowodził polskimi oddziałami partyzanckimi, które popełniły zbrodnię w Sahryniu. 2 czerwca 1944 dowodził wielką akcją przeciwko UPA pod Dąbrową, Rzeczycą i Ulhówkiem. Po wejściu Armii Czerwonej na teren obwodu był poszukiwany usilnie przez NKWD i UB. Ukrywał się na posterunkach milicji, których załogi składały się wówczas z dużej części z byłych żołnierzy AK i BCh.
Po rozwiązaniu w styczniu 1945 AK nadal czynny w konspiracji antykomunistycznej – Ruchu Oporu Armii Krajowej. W maju 1945 został przeniesiony do Obwodu Hrubieszów DSZ/WiN, gdzie od czerwca do grudnia 1945 pełnił funkcję zastępcy komendanta obwodu. Awansowany rozkazem Nr 319 z 1 czerwca 1945 Delegata DSZ na Kraj do stopnia kapitana rezerwy. W grudniu 1945 zorganizował kanał przerzutowy do Szwecji dla „spalonych” członków organizacji. Od końca 1945 przebywał osobiście w Szwecji, skąd powrócił do kraju w maju 1946. Posługiwał się „legalną” legitymacją pracownika MBP w Sopocie wystawioną na nazwisko Zygmunt Nowosad.
Wydany UB przez żonę jednego z kolegów. Zatrzymany przez funkcjonariusza UB 21 września 1946 we wsi Kosowo pow. Świecie. Więziony początkowe w areszcie PUBP Świecie, potem WUBP Bydgoszcz, skąd został przewieziony do więzienia WUBP w Lublinie. Aresztowany przez WPR Lublin, przeszedł ciężkie śledztwo. Wyrokiem WSR Lublin z dnia 23 września 1947 (syg. akt Sr 857/47) został skazany na trzykrotną karę śmierci oraz utratę praw na zawsze. Na podstawie amnestii z 22 lutego 1947 karę śmierci zamieniono mu na karę 15 lat więzienia, był więziony na Zamku Lubelskim i w CWK we Wronkach.
Postanowieniem Sądu Wojewódzkiego w Lublinie z 20 czerwca 1956 na podstawie amnestii z 27 kwietnia 1956 zmniejszono mu karę do lat 10 i zarządzono natychmiastowe zwolnienie z więzienia, zwolniony z więzienia został 23 sierpnia 1956. Po odzyskaniu wolności zamieszkał we Wrocławiu. Tam również zmarł 6 marca 1986.
Pochowany na cmentarzu parafialnym w Komarowie. W dniu 9 września 1993 wyrokiem SW w Lublinie został zrehabilitowany.
W 2012 roku powstał film pt. Wyrok śmierci poświęcony Zenonowi Jachymkowi. Reżyserem obrazu była Ewa Szakalicka, a uroczysty pokaz odbył się 9 grudnia 2012 roku w Komarowie, w setną rocznicę urodzin Jachymka.